# Килленол

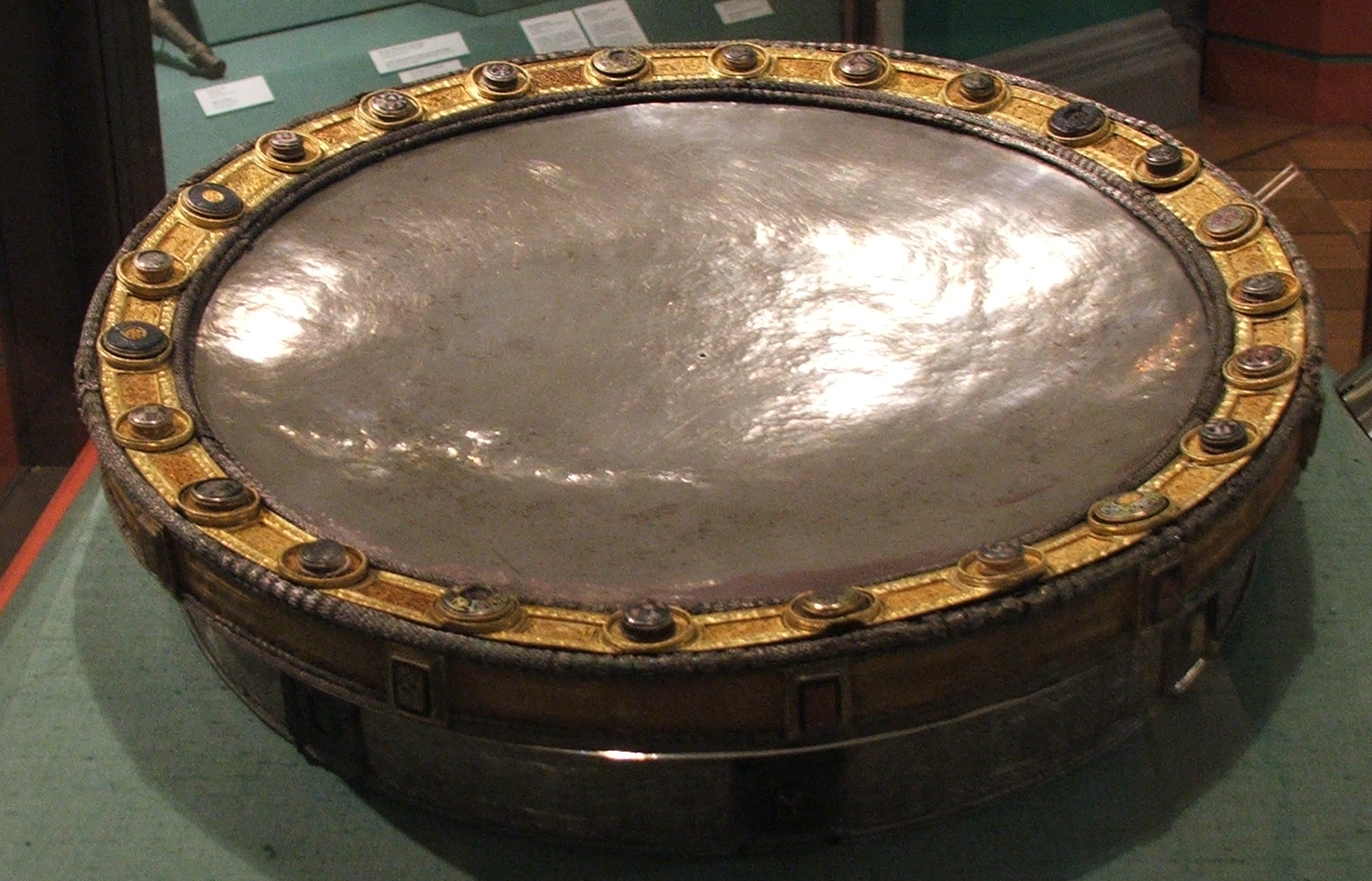
Чаша клада Дерринафлан

Килленол (англ. Killenaule; ирл. Cill Náile) — деревня в Ирландии, находится в графстве Южный Типперэри (провинция Манстер).
Наиболее известно данное место тем, что вблизи от него была найдена чаша Дерринафлан, бронзовое произведение VIII века, найденное с помощью металлоискателя.

## Демография
Население — 597 человек (по переписи 2006 года). В 2002 году население составляло 715 человек.
Данные переписи 2006 года:
| Общие демографические показатели |               |                               |                               |      |      |
| Всё население                    | Всё население | Изменения населения 2002—2006 | Изменения населения 2002—2006 | 2006 | 2006 |
| 2002                             | 2006          | чел.                          | %                             | муж. | жен. |
| 715                              | 597           | −118                          | −16,5                         | 312  | 285  |